# Transport ferroviaire en Algérie
Plan
Le réseau des chemins de fer algérien a fait son apparition au milieu du XIXe siècle. Il sert au transport de personnes et de marchandises. L'ambition des pouvoirs publics est de connecter toutes les villes d'Algérie entre elles par un réseau ferroviaire. En 2022, ce réseau est de 6 300 km.

## Histoire

### Construction du réseau

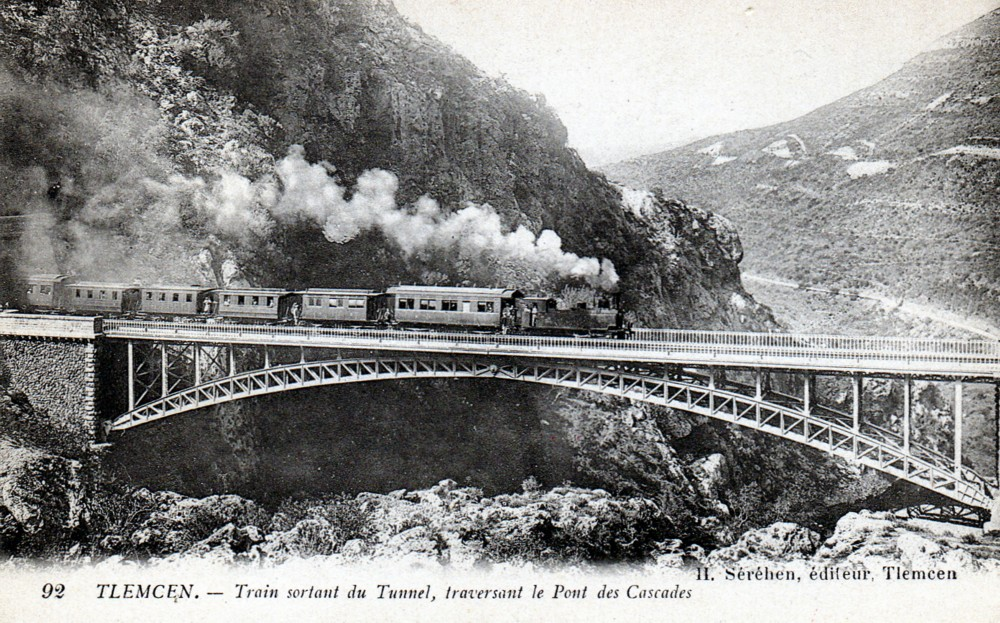
Un train engagé sur le pont des Cascades à Tlemcen en 1905

La concrétisation des projets de chemin de fer en Algérie, intervient le 8 avril 1857[source insuffisante], par un décret du gouvernement français qui autorise la construction de 1 357 km de voies ferrées dans sa colonie d'Algérie. Le premier chantier  débute le 12 décembre 1859, il porte sur la construction de la ligne d'Alger à Blida. Sa gestion est confiée à une société privée dénommée Compagnie des chemins de fer algériens.
Des travaux de construction sont également entrepris pour relier Oran à Saint-Denis-du-Sig ainsi qu'une liaison entre le port de Philippeville (auj. Skikda) et Constantine, mais des problèmes financiers poussent la compagnie à interrompre les travaux et à développer la ligne d'Alger à Blida, qui sera ouverte le 8 septembre 1862.
Le 18 juillet 1879, une nouvelle campagne d'investissements est lancée à l'échelon national pour renforcer les lignes  « d'intérêt général » avec comme objectif d'ajouter 1 747 km  au réseau  existant. La construction de ces lignes dites « d'intérêt local » est laissée à la charge d'investisseurs privés et de collectivités locales. Dans les trente années qui suivent, 2 035 km de lignes s'ajoutent, en agrandissant le réseau ferroviaire algérien.
En 1900, la Compagnie franco-algérienne, endettée, perd sa concession. Le même sort touche en 1905 la Compagnie des chemins de fer Bône-Guelma puis en 1908 celle de l'Est Algérien.
À partir du 27 septembre 1912, les réseaux des compagnies en faillite, passent sous le contrôle de la Compagnie des Chemins de fer algériens de l'Etat (CFAE). Elle exploite le réseau ferroviaire avec la seule compagnie survivante, la  filiale algérienne de la compagnie Paris-Lyon-Méditerranée, la PLMA.

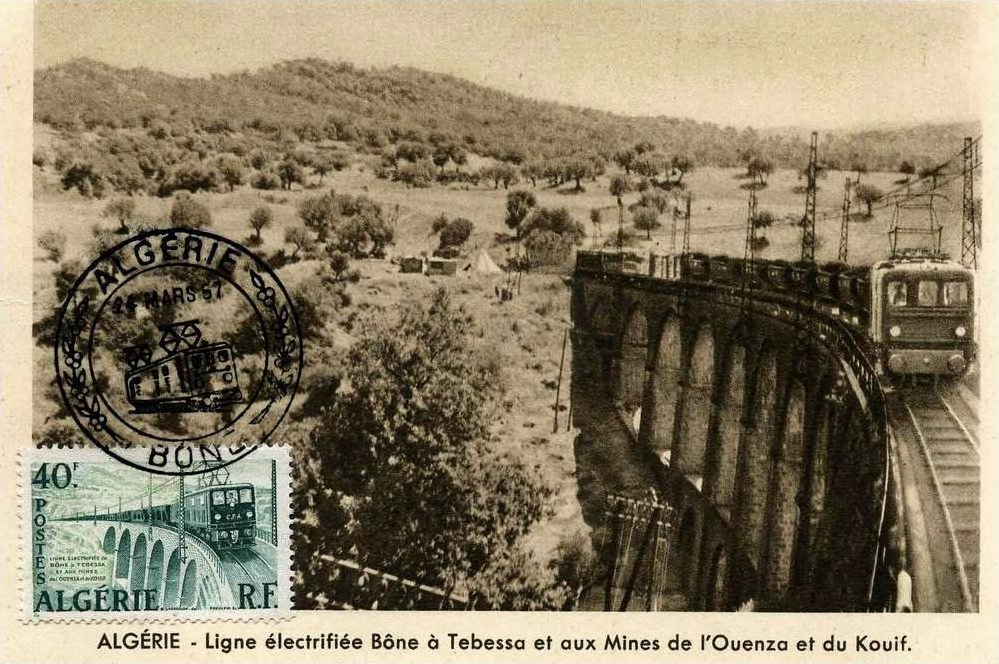
Ligne électrifiée de Bône à Tebessa en 1957.

Entre 1907 et 1946 une troisième campagne d'investissement ajoute 1 614 km au réseau.
Le 1er juillet 1921, les lignes existantes sont réparties entre les compagnies CFAE et PLMA : ce partage dura jusqu'au 30 mai 1938, date à laquelle les lignes d'intérêt général des deux compagnies, sont nationalisées et rattachées à la Société nationale des chemins de fer français (SNCF). La gestion des lignes algériennes est alors confiée à compter du 1er janvier 1939 à l'Office des chemins de fer algériens (OCFA).
À la fin de la Seconde Guerre mondiale le réseau ferroviaire algérien s'étend sur 5 015 km.
Le service proposé est identique à celui de la Métropole, supérieur parfois: avec des trains de nuit composés de voitures-lits, trains rapides de jour avec voitures de style Mistral, et une diésélisation totale des rames, contrairement à la SNCF qui utilise encore de nombreuses locomotives à vapeur.
Le 30 juin 1959, l'État français et l'OCFA signent une convention créant la Société nationale des chemins de fer français en Algérie (SNCFA).
Cette Société devient la Société nationale des chemins de fer algériens (en gardant le même sigle SNCFA) le 16 mai 1963.
Le matériel roulant français est conservé après l'indépendance, mais rapidement, des commandes de locomotives et de voitures provenant des Pays du bloc soviétique, complètent le parc.
Le 31 mars 1976 à la fin de la concession de l'État français, l'État algérien divise la SNCFA en trois organismes distincts, La Société nationale des transports ferroviaires (SNTF), la société nationale d'études et de réalisations de l'infrastructure ferroviaire (SNERIF) et la société d’engineering et de réalisation des infrastructures ferroviaires (SIF).
Un nouveau programme d'investissements permet la réalisation de 203 km de nouvelles lignes, le doublement de 200 km de voie sur la rocade Nord et le renouvellement de 1 400 km de voie et ballast.
En 1986, la crise financière poussera à la dissolution de la SNERIF et de la SIF, dont les prérogative seront reprises par la SNTF qui changera de statut en 1990, pour devenir un EPIC. À la fin des années 1990, la SNTF exploite un réseau de 3 500 km.

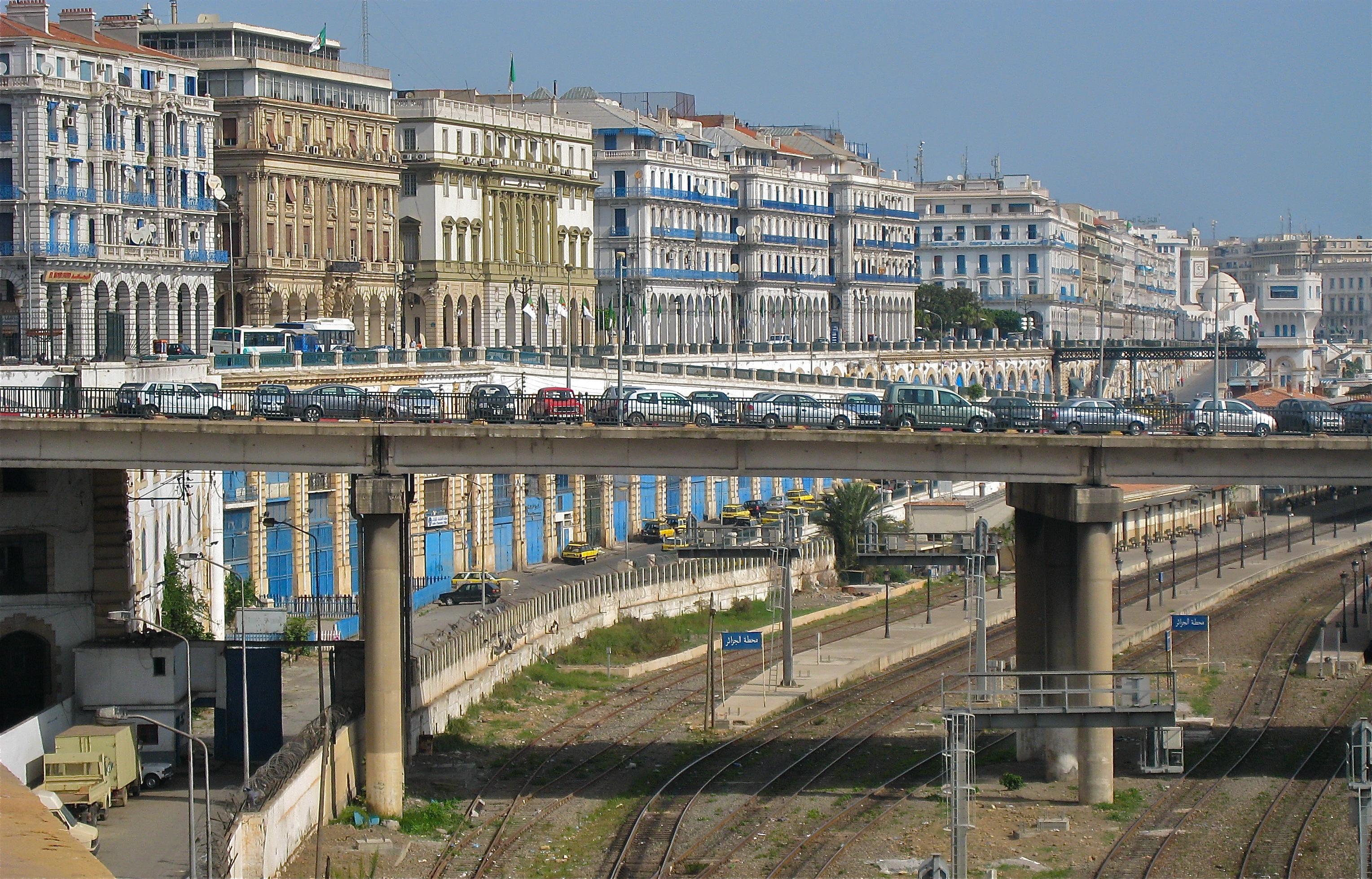
Gare sur le boulevard du Front de Mer à Alger en 2007.

En 2005, l'agence nationale d'études et de suivi de la réalisation des investissements ferroviaires (ANESRIF) est créée pour gérer un nouveau programme d'investissements public avec l'objectif de porter le réseau à 12 500 km en 2030.
En 2010, 315 km de nouvelles voies sont ouvertes (Bordj Bou Arreridj à M'Sila, Ain Touta à M'Sila, nouvelle ligne de Béchar), les lignes de banlieue d'Alger sont électrifiées.
En 2015, sur un programme de 2 300 km de nouvelles lignes, 1 324 km sont en travaux dont la majeure partie concerne la partie Ouest de la boucle des hauts plateaux.
Le 13 octobre 2019, mise en service d'une nouvelle ligne reliant Alger à Touggourt. Elle est desservie par des trains de longues distances, offrant des compartiments couchettes de 1ère et 2ème classes.
Le 26 décembre 2022, la ligne reliant Tissemsilt à M'Sila passant par Boughezoul, longue de 290 km, est inaugurée.
En janvier 2023, la ligne ferroviaire reliant la Wilaya de Saida et Frenda (Wilaya de Tiaret) sur une distance de 120 km, est mise en service.
Le président algérien Abdelmadjid Tebboune, avait annoncé au début du mois d'août 2023, un important programme de réalisation de nouvelles lignes ferroviaires dans le cadre d’un partenariat avec la Chine. Il s’agit de réaliser 6 000 km de lignes ferroviaires du Nord au Sud et d’Est en Ouest.
Le 23 octobre 2023, la ligne ferroviaire reliant le complexe sidérurgique de Bellara au port de Djen Djen de la ville de Jijel sur une distance de 49km a été inaugurée.
Le 29 octobre 2023, la ligne Bouguezoul-Djelfa-Laghouat sur une distance de 250km a été inaugurée.

### Sociétés exploitantes

#### Pendant la colonisation française
- Compagnie des chemins de fer algériens : construire et gérer les trois premières lignes de chemin de fer de l'Algérie entre 1860 et 1863.
- PLM réseau d'Algérie : Construire et exploiter des lignes concédées et des lignes affermées entre 1863 et 1939.
- Compagnie de l'Ouest algérien : construire et exploiter un réseau dans le département d'Oran entre 1881 et 1920.
- Compagnie franco-algérienne : construire et exploiter un réseau dans le département d'Oran entre 1873 et 1888.
- Réseau Oranais de l'État : construire et gérer des lignes de chemin de fer à Oran entre 1916 et 1927.
- Compagnie de l'Est algérien : construire et exploiter un réseau dans le département de Constantine entre 1879 et 1914.
- Compagnie des chemins de fer Bône-Guelma : construire et gérer des lignes de chemin de fer en Algérie entre 1875 et 1915.
- Compagnie des chemins de fer algériens de l'État : exploiter un réseau de lignes de chemin de fer à dans la région de Constantine, Oran et Bône entre 1908 et 1938.
- Compagnie du chemin de fer Bône - Mokta - Saint Charles : construire et exploiter un chemin de fer à dans le département de Bône entre 1858 et 1915.
- Chemin de fer de Bône à La Calle : construire et exploiter un chemin de fer dans le département de Constantine entre 1904 et 1939.
- Chemins de fer sur routes d'Algérie : exploiter un réseau de chemins à voie étroite dans le département d'Alger entre 1894 et 1935.
- Office des chemins de fer algériens : gestion des lignes ferroviaires en Algérie entre 1939 et 1959.
- Société nationale des chemins de fer français en Algérie : Le 30 juin 1959 le gouvernement français et l'Office des chemins de fer algériens signent une convention créant la Société nationale des chemins de fer français en Algérie.

#### Après l'indépendance de l'Algérie

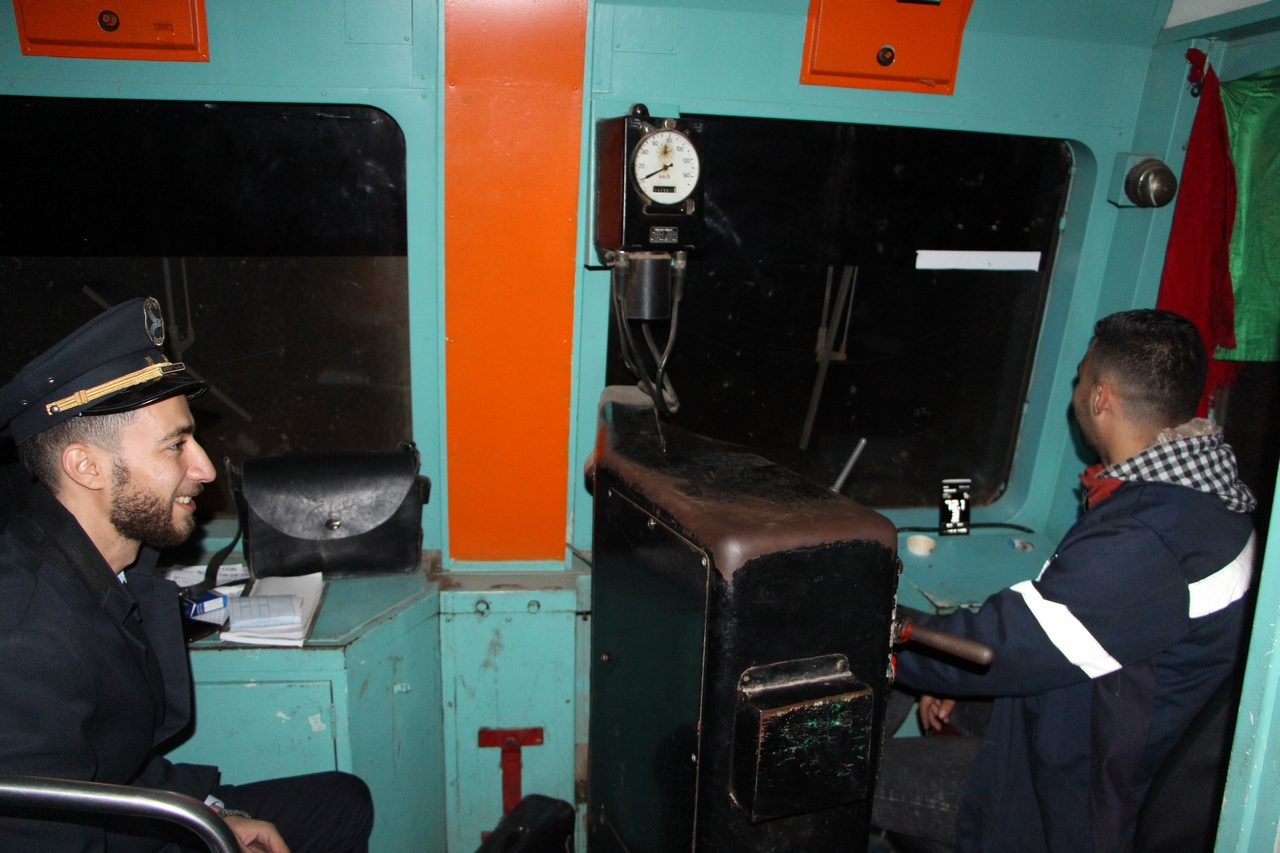
Conducteur et receveur d'un ancien train datant des années 1970.

Après l'indépendance du pays et par Décret no 63-183 du 16 mai 1963, la Société nationale des chemins de fer français en Algérie change de statut et de nom, et devient la Société nationale des chemins de fer algériens (SNCFA). Elle disparait le 25 mars 1976 et remplacée notamment par la Société nationale des transports ferroviaires (SNTF).

## Le réseau ferroviaire national

### Architecture générale du réseau
Le réseau ferroviaire national est placé sous l'autorité de la Société nationale des transports ferroviaires, un établissement étatique à caractère Industriel et Commercial. Son capital social s'élève à 20 701 millions DA.
Le trafic ferroviaire voyageurs en Algérie n'est actuellement pas au mieux de sa forme. Il était en 2015 de 1 269 millions de passagers/kilomètres, alors qu'il avait atteint 3 192 millions à la fin de l'année 1991.
| Année               | 1996  | 1999  | 2002  | 2004  | 2005  | 2006  | 2008  | 2013 |
| Chemins de fer (km) | 4 820 | 4 820 | 3 973 | 3 973 | 3 973 | 3 973 | 3 973 | 4573 |

### Équipement

#### Signalisation et contrôle de vitesse
La signalisation ferroviaire algérienne utilise plusieurs systèmes de signalisation.
Elle se fait par des signaux lumineux implantés sur le bord de la voie qui dépendent du cantonnement (block manuel, block automatique lumineux, BAPR). La vitesse est contrôlée par le système KVB.
A l'avenir, les grandes lignes et certains axes importants de fret se verront dotés de la signalisation ETCS,.

### Les LGV
L'un des principaux projets est la ligne à grande vitesse devant relier Oran à la frontière marocaine, en passant par Sidi-Bel-Abbès, Tlemcen et Maghnia, sur près de 200 km, avec une vitesse d'exploitation de 220 km/h en zone montagneuse. Ce projet deviendrait logiquement à l'avenir l'un des maillons de la ligne de trans-Maghreb.
Le projet qui devait être livré en 2019, puis en 2021, avance très lentement avec un coût qui dépasse les 2 milliards d'euros
Le second projet d'envergure, à l'état d'études, est la ligne LGV reliant Annaba à Tabarka au Nord de la Tunisie, qui serait quant à elle le dernier tronçon de la voie trans-Maghreb.

## Le matériel roulant

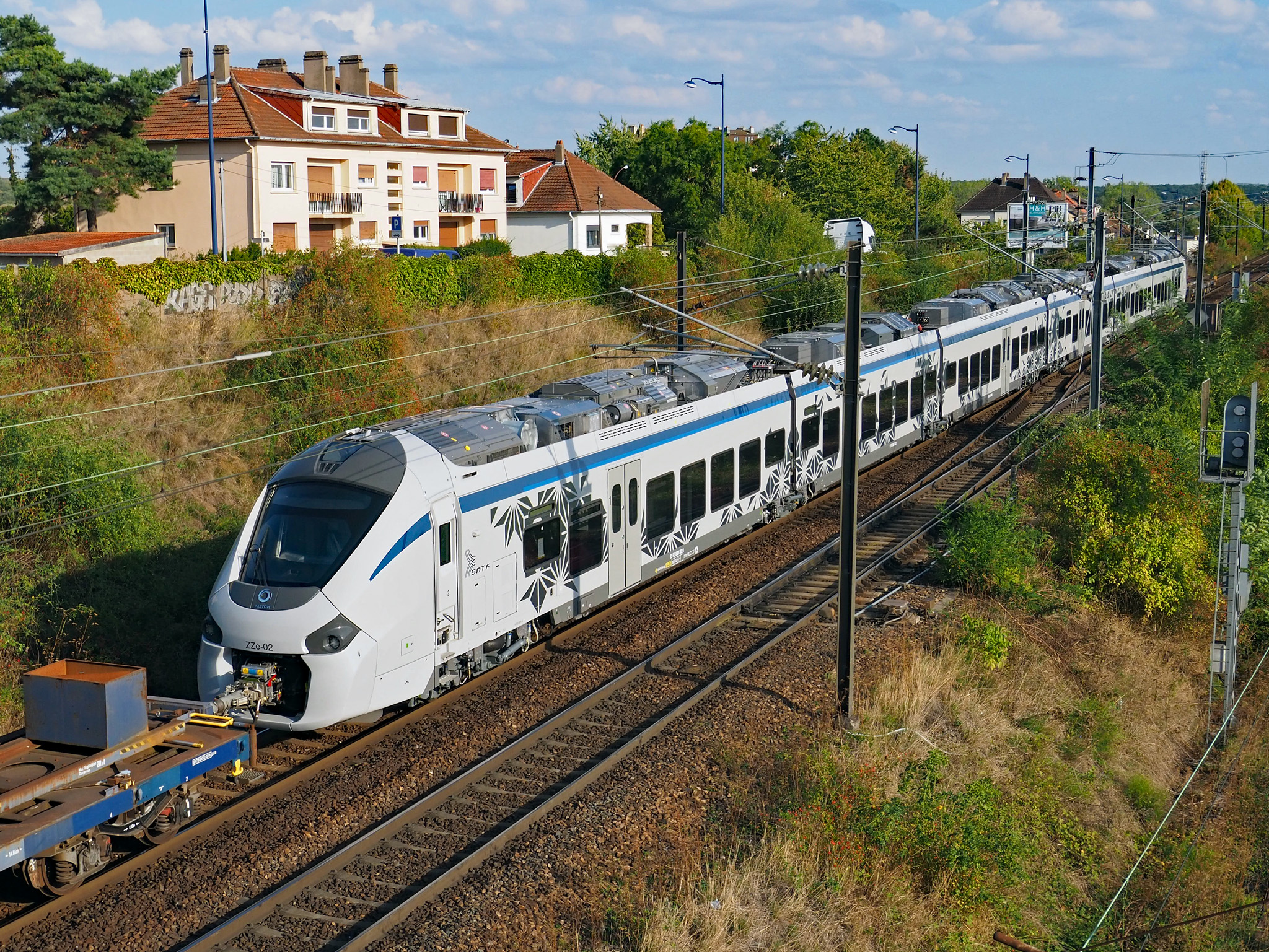
Rames Automotrice grandes lignes Alstom Coradia.
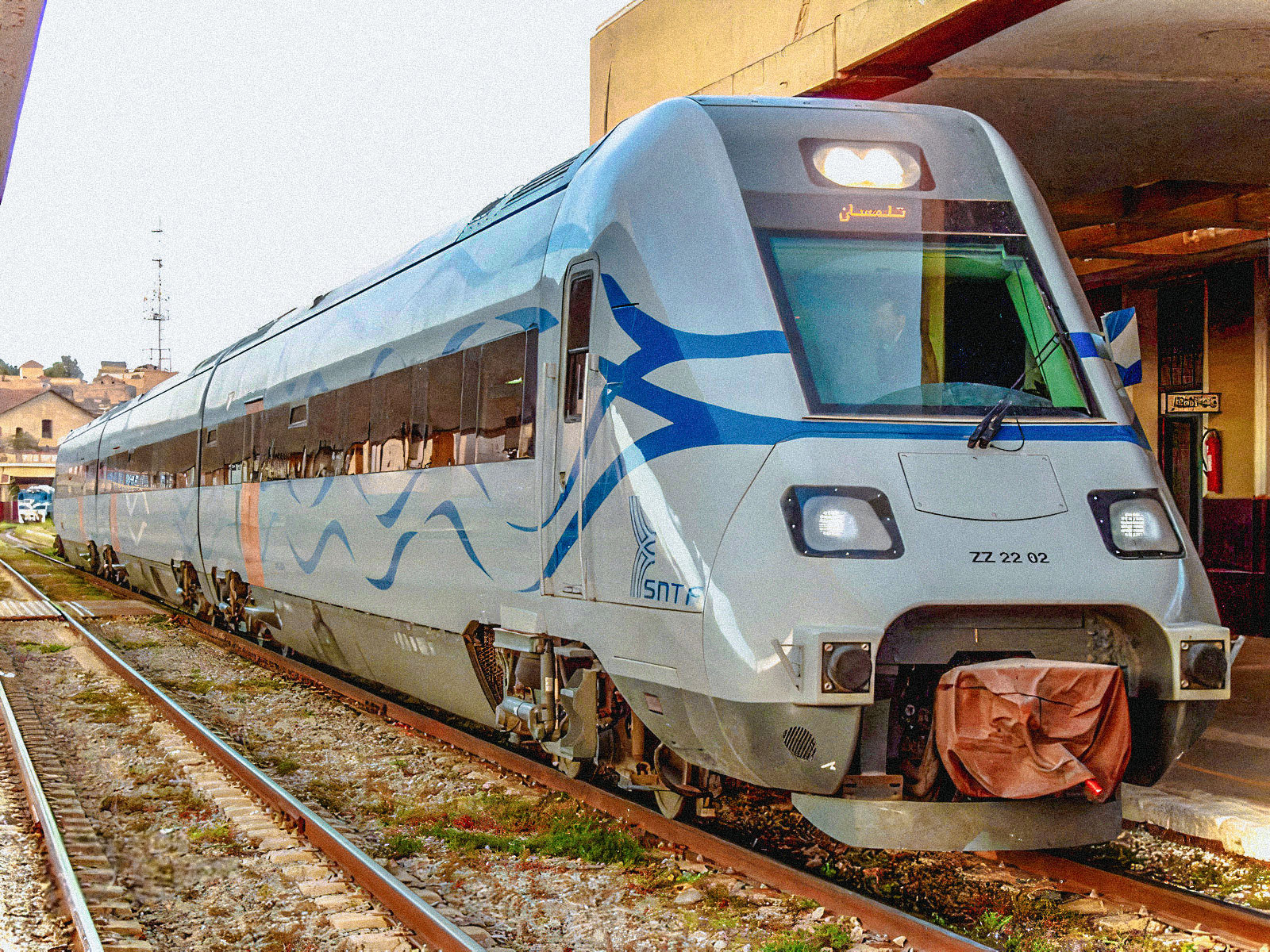
Autorail régional (inter-villes) CAF TDMD S/599.
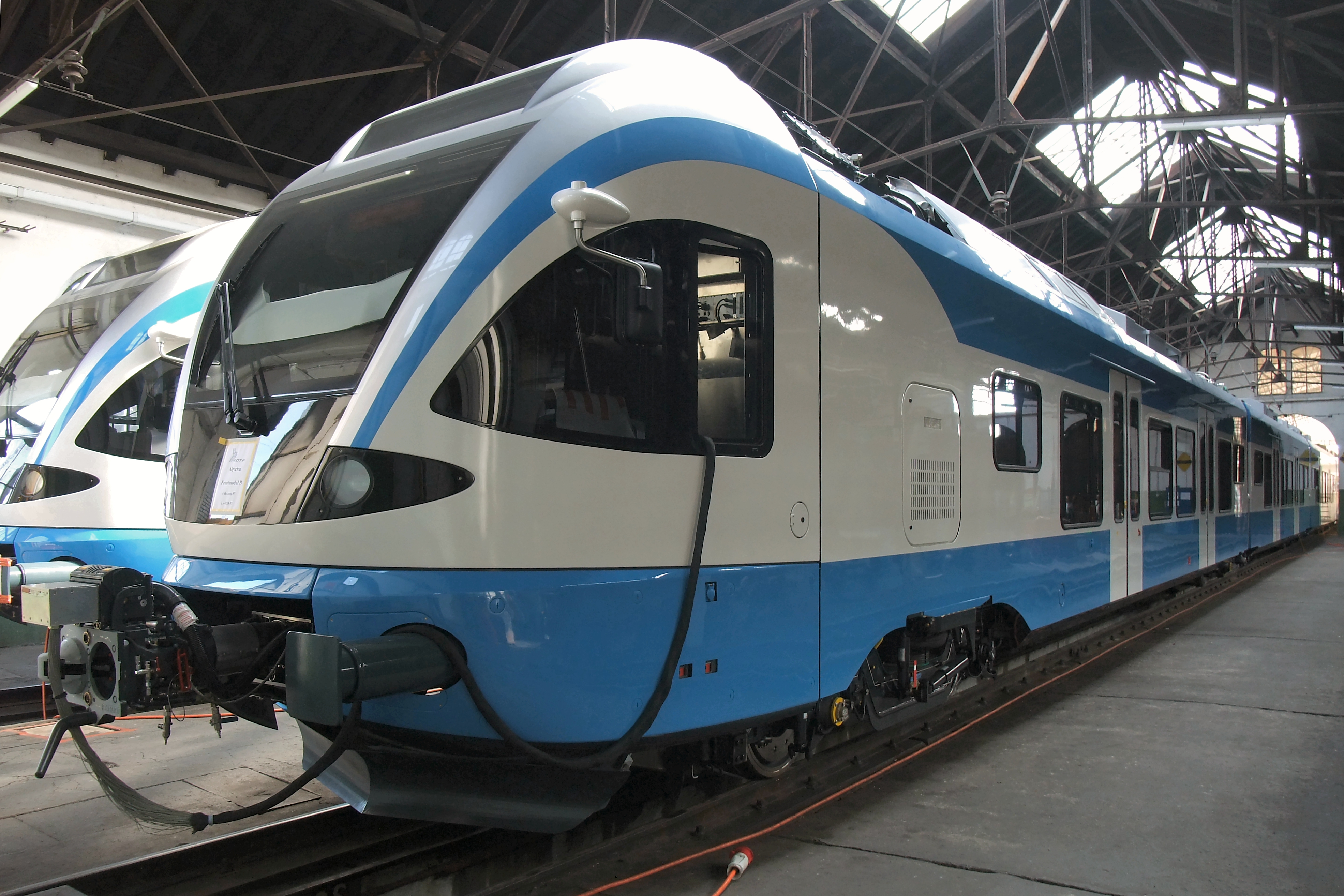
Rame Train de banlieue Stadler Flirt.
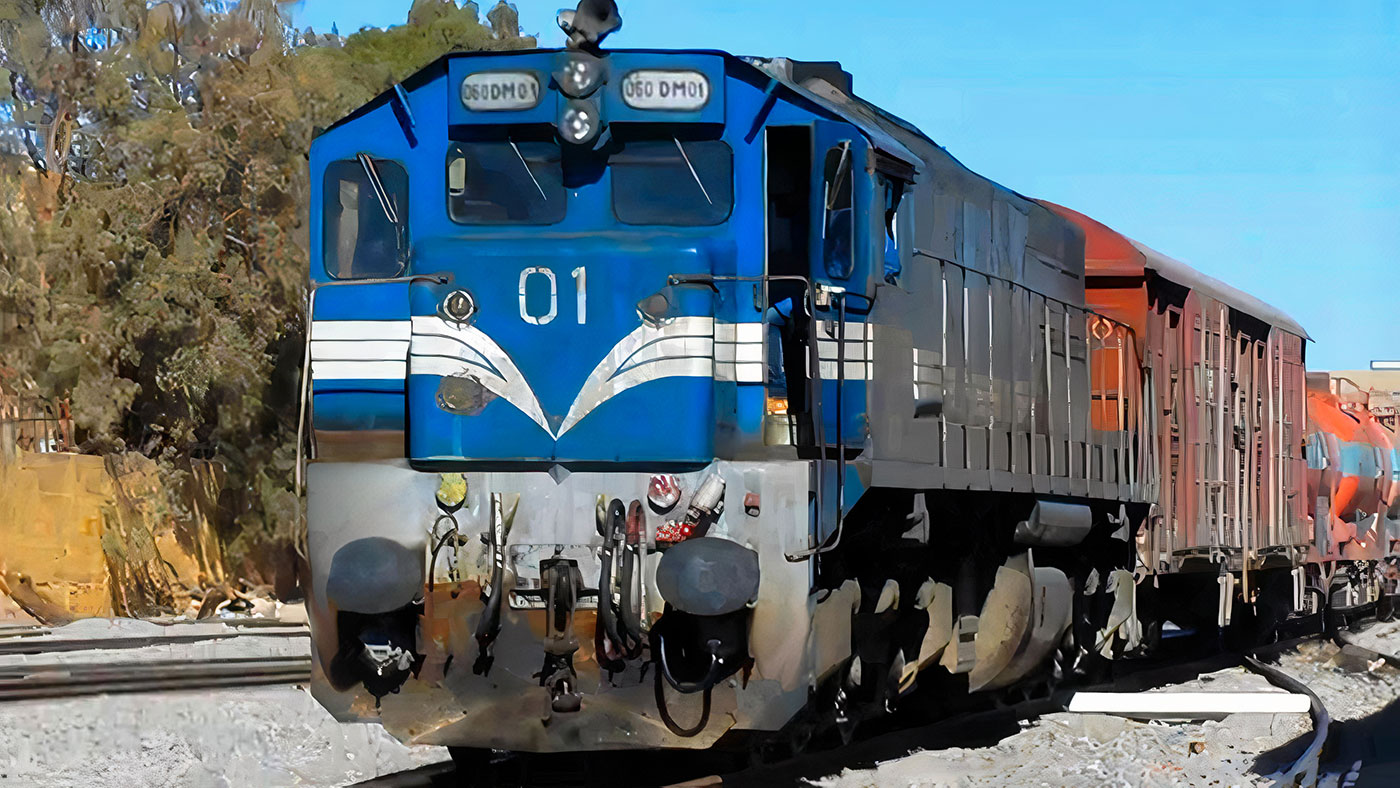
Locomotive EMD GM GT26HCW2A avec ses wagons.
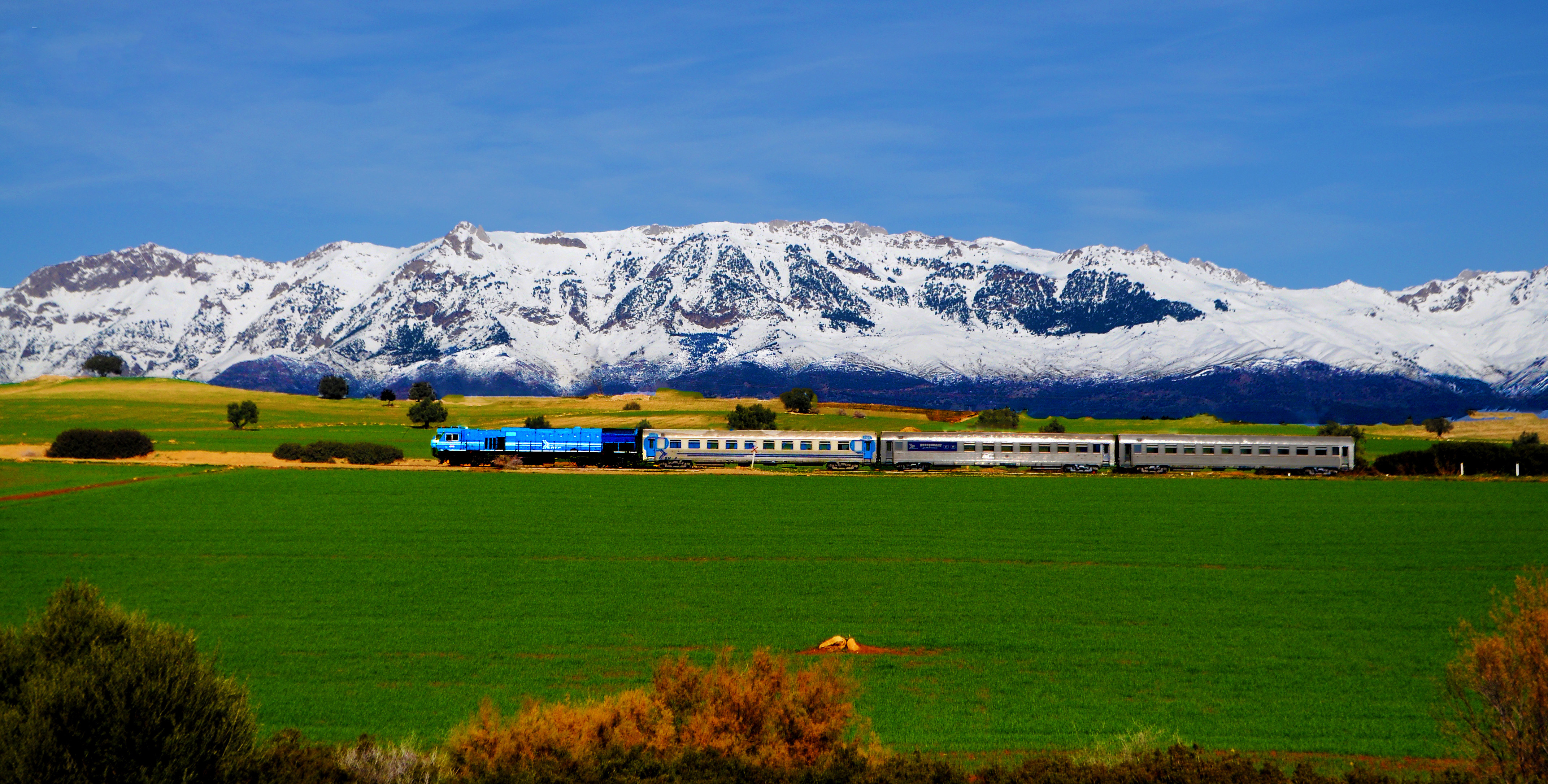
Locomotive GT36HCW avec ses voitures.
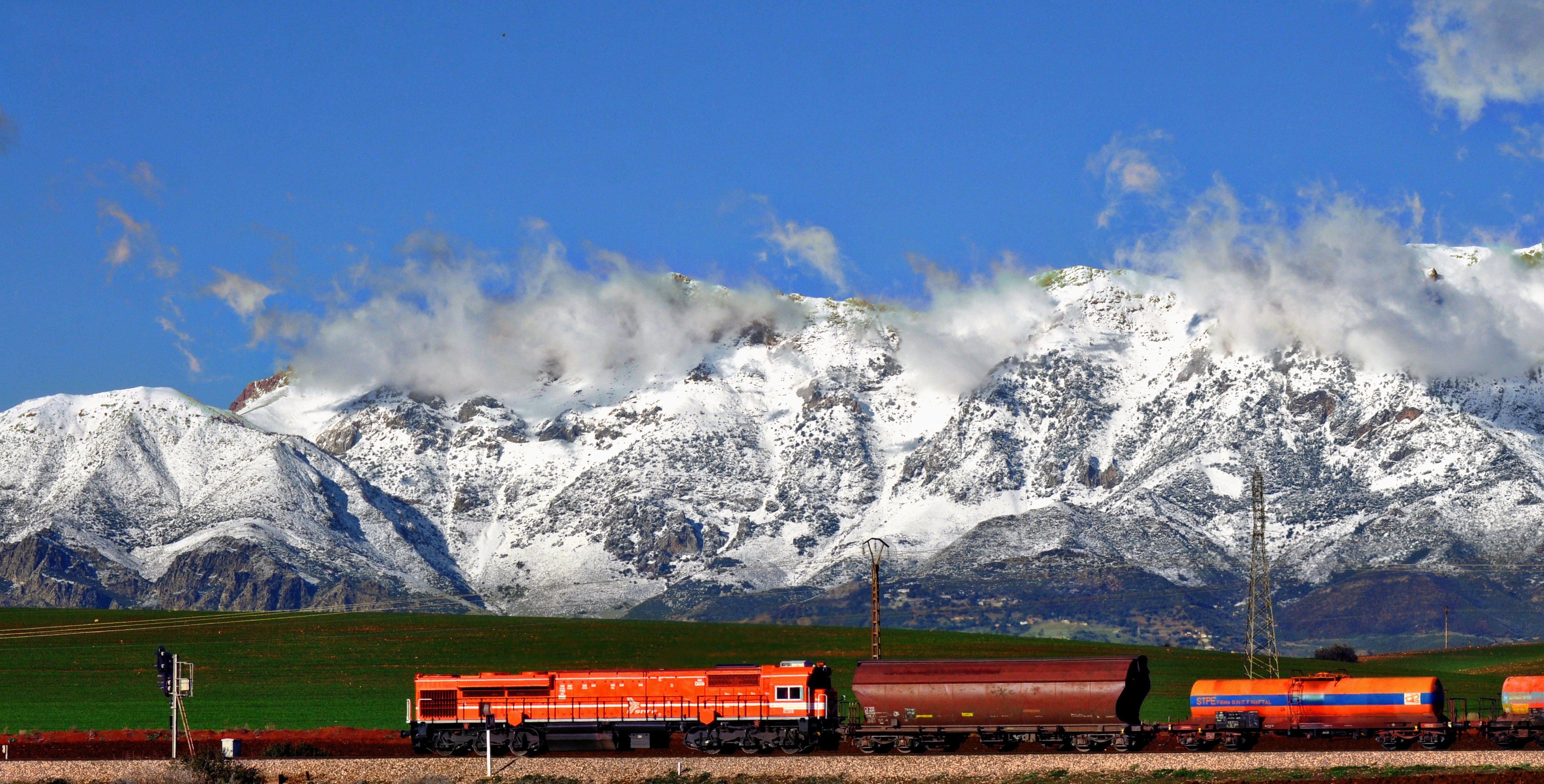
Train de marchandises avec locomotive SNTF 060-DT.

## Le fret
La SNTF assure 5 % du marché du transport terrestre des marchandises en Algérie. Les objectifs de la SNTF est d'atteindre 17 %, avec les grands projets industriels de Bellara et la transformation du phosphate. En 2019, 6 trains assurent le transport des minerais vers le complexe sidérurgique d'El Hadjar (fer) et vers le port d’Oran pour le phosphate. Le début de  construction d’une voie ferrée, longue d'environ 1 000 km, destinée au transport du minerai de fer de Gara Djebilet (Tindouf) vers Bechar est annoncée pour courant 2023.